# Dracontioides
Dracontioides, rod kozlačevki, dio je potporodice Lasioideae. Sastoji se od dvije priznate vrste rizomatoznih i gomoljastih geofita iz istočnog Brazila,

## Vrste
1. Dracontioides desciscens (Schott) Engl.
2. Dracontioides salvianii E.G.Gonç.

## Vanjske poveznice
|  | Zajednički poslužitelj ima još gradiva o temi Dracontioides |
|  | Wikivrste imaju podatke o taksonu Dracontioides             |